# Emin (häradshuvudort i Kina, Xinjiang Uygur Zizhiqu, lat 46,53, long 83,63)
Emin (kinesiska: 额敏, 额敏镇) är en häradshuvudort i Kina. Den ligger i den autonoma regionen Xinjiang, i den nordvästra delen av landet, omkring 430 kilometer nordväst om regionhuvudstaden Ürümqi. Antalet invånare är 57 782. Befolkningen består av 29 058 kvinnor och 28 724 män. Barn under 15 år utgör 18,0 %, vuxna 15-64 år 73 %, och äldre över 65 år 8,0 %.
Runt Emin är det ganska glesbefolkat, med 22 invånare per kvadratkilometer. Närmaste större samhälle är Jiaoqu, 1,0 km norr om Emin. Trakten runt Emin består i huvudsak av gräsmarker.
Genomsnittlig årsnederbörd är 288 millimeter. Den regnigaste månaden är juli, med i genomsnitt 52 mm nederbörd, och den torraste är februari, med 12 mm nederbörd.